# 东北桤木
东北桤木（学名：Alnus mandshurica）为桦木科桤木属的植物。分布于朝鲜、远东地区以及中国大陆的吉林、黑龙江等地，生长于海拔100米至1,700米的地区，常生长在林边、河岸以及山坡的林中，目前尚未由人工引种栽培。

## 别名
东北赤杨（东北木本植物图志）

## 异名
- Alnus mandshurica (Call.) Hand.-Mazz. var. pubescens Baranov